# Chapelle-Saint-Aubert
Chapelle-Saint-Aubert é uma comuna francesa na região administrativa da Bretanha, no departamento Ille-et-Vilaine. Estende-se por uma área de 9,68 km². Em 2010 a comuna tinha 452 habitantes (densidade: 46,7 hab./km²).